# الدورة 18 للجنة التراث العالمي
الدورة الثامنة عشرة للجنة التراث العالمي انعقدت في الفترة ما بين 12 ديسمبر وحتى 17 ديسمبر من العام 1994، وذلك في مدينة بوكيت بتايلاند.

## الأعضاء
- البرازيل
- الصين
- كولومبيا
- قبرص
- مصر
- فرنسا
- ألمانيا
- إندونيسيا
- إيطاليا
- اليابان
- لبنان
- المكسيك
- النيجر
- عُمان
- بيرو
- الفلبين
- السنغال
- إسبانيا
- سوريا
- تايلاند
- الولايات المتحدة